# Куон Юри
Куон Ю-ри (на корейски: 권유리; Коригирана романизация на корейския език: Kwon Yuri) е южнокорейска певица, танцьорка, актриса и текстописец, станала известна като член на групата Гърлс Дженерейшън, с която дебютира през 2007. Като актриса е най-добре позната с ролите си в „Кралят на модата“ (2012), „Героят от квартала“ (2016) и „Обвиняем“ (2017).

## Биография

### 1989 – 2010: Ранен живот и начало на кариерата
Куон Юри е родена в Гоян, Кьонги-до, Южна Корея на 5 декември 1989. Има по-голям брат на име Куон Хьок-джун. Явява се на кастинг в Ес Ем Ентърмеймънт и се присъединява в компанията през 2001, след като завършва на второ място в състезание на компанията за танцьори. След почти шест години на обучение дебютира заедно с още осем момичета под името Гърлс Дженерейшън през август 2007. Въпреки че групата добива известна популярност, големия си пробив правят с издаването на сингъла „Gee“ през 2009. Оттогава групата се е превърнала в една от най-продаваните южнокорейски групи.
Самостоятелната кариера на Куон започва с малки роли във филмови проекти на групата Супер Джуниър през 2007. Година по-късно заедно със Суйонг, също член на Гърлс Дженерейшън играят поддържащи роли на ученички в ситкома „Неудържимия брак“. През юни, отново със Суйонг записват песента „KKok“, част от саундтрака на сериала „Работеща майка“. По същото време става част от екипа на шоуто „Kko Kko Tours Single♥Single“. През 2009, заедно с Тифани стават водещи на шоуто „Show! Music Core“. През април певецът K.Will реализира клип към сингъла си „Dropping The Tears“ с участието на Юри. В края на 2009 става част от водещите на „Invincible Youth“, заедно със Съни, за което си печели номинация за най-добър МС на наградите KBS Entertainment Awards през 2010. През юни 2010 напуска „Invincible Youth“ и „Show! Music Core“, заради японския дебют на Гърлс Дженерейшън. През същата година Юри пише текста на песента „Mistake“, част от третия миниалбум на SNSD, „Hoot“, с което прави дебюта си като текстописец.

### 2011 – 2014: „Кралят на модата“, „Без дъх“ и текстописане
През 2012, Куон играе една от главните роли в сериала „Кралят на модата“. Юри е в ролята на Че Анна, която работи за известен моден дизайнер. За участието си в сериала, Юри е номинирана за най-добра нова актриса на Корейските драма награди, а на драма наградите на SBS в същата категория е наградена, както и на 49-ите награди „Пексанг“ в категорията най-известна телевизионна актриса.
През 2013 Гърлс Дженерейшън издават четвъртия си студиен албум „I Got a Boy“, в който Юри участва чрез написването на две от песните. „Baby Maybe“ е написана от нея, Суйонг и Сохьон, докато „XYZ“ е написана само със Сохьон. През юни, заедно с Хюйон стават треньори в първия сезон „Dancing 9“. Хюйон и Юри са т.нар. „кей поп танцови експерти“ в шоуто.
През същата година Куон Юри прави дебюта си на големия екран със спортния филм „Без дъх“. Тя играе ролята на Чонг-ън, чиято мечта е да стане музикант и харесва двамата главни герои, играни от И Чонг-сок и Со Ин-гук. За да се впише в ролята си, Юри започва да взема уроци по пиано. Към саундтрака на филма, Куон изпълнява песните „Bling Star“ и „Twinkle Twinkle“. За ролята си във филма през 2014 е наградена за най-известна филмова актриса на 50-ите награди „Пексанг“.
През октомври 2014, Юри си партнира с И Джи-хун във видеоклипа на песента на S, „Without You“.

## Личен живот
През 2008 завършва гимназията „Neunggok“. През 2014 заедно със Суйонг стават посланици на университета „Chung-Ang“, а през 2016 Юри се дипломира в специалността Театър и филм, и по време на церемонията е наградена с награда за цялостен принос към учебното заведение за работата си като посланик.